# Ијан Хоум
Сер Ијан Хоум Катберт (енгл. Ian Holm Cuthbert; Гудмејс, 12. септембар 1931 — Лондон, 19. јун 2020) био је енглески глумац. Најпознатије улоге је остварио као члан посаде Еш у филму Осми путник, Билбо Багинс у трилогији Господар прстенова и као отац Вито Карнилијус у Петом елементу.
Након дипломирања на РАДА (Краљевској академији драмских уметности), започео је каријеру у позоришту као члан Краљевске шекспировске компаније, постао је успешан и продуктиван глумац на телевизији и у филму. Добио је бројна признања, укључујући две награде БАФТА и награду Тони, уз номинацију за награду Оскара. Краљица Елизабета II га је 1998. године прогласила витезом (Commander of the British Empire) за заслуге у области драмских уметности. Холм је освојио награду Тони за најбољег глумца 1967. године за улогу Ленија у представи Харолда Пинтера Повратак кући . Освојио је награду Лоренс Оливије за најбољег глумца за  изведбу у насловној улози у представи Краљ Лир, реализовану 1998. године у продукцији позоришта Вест Енду. За телевизијске улоге добио је две номинације за награду Еми у прајмтајму за филм „Краљ Лир“ и филм у продукцији ХБО Blonde Bombshells (2003).

## Биографија
Рођен је у Гудмејсу, Есекс (Енглеска). Образовао се на Чигвел школи, а касније и на Краљевској академији драмских уметности.
Пре него што је почео да ради на телевизији и на филму, већ је био звезда на Краљевској Шекспир Компанији. Познатији филмови у којима је играо су: Осми путник, Пети елемент, Из пакла, Дан после сутра, Авијатичар и трилогија Господар прстенова.

## Лични живот
Пре неколико година се лечио од рака простате.
Његов омиљени глумац је Тери Гилијам са којим је сарађивао у филмовима Временски бандити и Бразил.

## Дела
- Holm, Ian; Jacobi, Steven (2004). Acting My Life. London: Bantam Press. ISBN 978-0-593-05214-3. OCLC 56647423.

## Филмографија
| Улоге  |                                     |               |                           |          |
| Година | Српски назив                        | Изворни назив | Улога                     | Напомена |
| 1968.  |                                     |               |                           |          |
| 1968.  |                                     |               |                           |          |
| 1969.  |                                     |               |                           |          |
| 1970.  |                                     |               |                           |          |
| 1971.  |                                     |               |                           |          |
| 1971.  | Марија, краљица Шкота               |               |                           |          |
| 1972.  |                                     |               |                           |          |
| 1972.  |                                     |               |                           |          |
| 1973.  |                                     |               |                           |          |
| 1974.  |                                     |               |                           |          |
| 1976.  |                                     |               |                           |          |
| 1976.  |                                     |               |                           |          |
| 1977.  |                                     |               |                           |          |
| 1977.  | Исус из Назарета                    |               |                           |          |
| 1978.  |                                     |               |                           |          |
| 1979.  | Осми путник                         |               | Еш                        |          |
| 1981.  | Ватрене кочије                      |               | Сем Масабини              |          |
| 1981.  | Временски бандити                   |               | Наполеон                  |          |
| 1982.  |                                     |               |                           |          |
| 1982.  |                                     |               |                           |          |
| 1984.  |                                     |               |                           |          |
| 1984.  |                                     |               |                           |          |
| 1985.  |                                     |               |                           |          |
| 1985.  |                                     |               |                           |          |
| 1985.  | Бразил                              |               | господин Курцман          |          |
| 1985.  |                                     |               |                           |          |
| 1988.  |                                     |               |                           |          |
| 1988.  |                                     |               |                           |          |
| 1989.  | Хенри V                             |               | Флуелин                   |          |
| 1990.  | Хамлет                              |               |                           |          |
| 1991.  | Голи ручак                          |               | Том Фрост                 |          |
| 1991.  |                                     |               |                           |          |
| 1992.  |                                     |               |                           |          |
| 1993.  |                                     |               |                           |          |
| 1994.  | Франкенштајн                        |               | барон Алфонс Франкенштајн |          |
| 1994.  |                                     |               |                           |          |
| 1996.  |                                     |               |                           |          |
| 1996.  | Лох Нес                             |               |                           |          |
| 1997.  | Ноћ пада на Менхетн                 |               |                           |          |
| 1997.  |                                     |               |                           |          |
| 1997.  | Пети елемент                        |               | Отац Вито Корнилијус      |          |
| 1997.  |                                     |               |                           |          |
| 1997.  |                                     |               |                           |          |
| 1999.  | Животињска фарма                    |               |                           |          |
| 1999.  |                                     |               |                           |          |
| 1999.  |                                     |               |                           |          |
| 1999.  |                                     |               |                           |          |
| 1999.  |                                     |               |                           |          |
| 2000.  |                                     |               |                           |          |
| 2000.  |                                     |               |                           |          |
| 2000.  |                                     |               |                           |          |
| 2000.  |                                     |               |                           |          |
| 2001.  | Из пакла                            |               | сер Вилијам Гул           |          |
| 2001.  |                                     |               |                           |          |
| 2001.  | Господар прстенова: Дружина прстена |               | Билбо Багинс              |          |
| 2003.  | Господар прстенова: Повратак краља  |               | Билбо Багинс              |          |
| 2004.  | Дан после сутра                     |               |                           |          |
| 2004.  |                                     |               |                           |          |
| 2004.  | Авијатичар                          |               |                           |          |
| 2005.  |                                     |               |                           |          |
| 2005.  |                                     |               |                           |          |
| 2005.  | Господар рата                       |               | Симеон Вајс               |          |
| 2007.  | Мућкалица                           |               | кувар Скинер              |          |
| 2012.  | Хобит: Неочекивано путовање         |               | стари Билбо Багинс        |          |
| 2014.  | Хобит: Битка пет армија             |               | стари Билбо Багинс        |          |

### Познати глумци са којима је сарађивао
- Кејт Бланчет (Авијатичар, Дружина прстена, Повратак краља)
- Леонардо Дикаприо (Авијатичар)
- Виго Мортенсен (Дружина прстена, Повратак краља)
- Џони Деп (Из Пакла)
- Брус Вилис (Пети елемент)
- Мила Јововић (Пети елемент)
- Николас Кејџ (Lord of War)
- Пенелопе Круз (Chromophobia)
- Натали Портман (Garden State)
- Денис Квејд (Дан после сутра)
- Ким Бејсингер (Bless the Child)
- Шерон Стоун (Beautiful Joe)
- Камерон Дијаз (A Life Less Ordinary)
- Роберт де Ниро (Mary Shelley's Frankenstein)
- Џонатан Прајс (Brazil)